# This Is My Life (Lied)
This Is My Life ist ein Lied und die Debütsingle der deutschen Sängerin Elli Erl, das im März 2004 erschien. Erl gewann hiermit die zweite Staffel von Deutschland sucht den Superstar.

## Entstehung und Veröffentlichung
Getextet, komponiert und produziert wurde das Lied alleine von Dieter Bohlen.
Die Erstveröffentlichung von This Is My Life erfolgte als Single am 22. März 2004 bei Hansa Musik Produktion. Diese erschien als CD-Maxi-Single mit vier verschiedenen Versionen des Liedes (Katalognummer: 82876 60880 2). Am 4. Oktober 2004 erschien das Lied als Teil von Erls Debütalbum Shout It Out (Katalognummer: 82876 63297 2).

## Hintergrund
Erl war mit dem Titel nicht sonderlich zufrieden. Auf eine weitere Zusammenarbeit mit Bohlen legte sie nach ihrem Sieg bei Deutschland sucht den Superstar keinen Wert. Als Grund nannte Erl, dass ihr „die Songs und die Art, wie Bohlen Musiktitel produziert“, nicht zusagen würden.

## Deutschland such den Superstar
Im Finale der zweiten Staffel von Deutschland sucht den Superstar wurde This Is My Life von Elli Erl und ihrer Kontrahentin Denise Tillmanns erstmals gesungen. In der Jury der Staffel saßen neben Dieter Bohlen, Thomas Bug, Shona Fraser und Thomas M. Stein. Nach einem deutlichen Sieg (61,00 % Prozent) gewann Erl die Staffel, erhielt einen Plattenvertrag bei der Hansa Musik Produktion und durfte somit ihren Titel dort als Single veröffentlichen.

## Chartplatzierungen
| ChartsChartplatzierungen | Höchstplatzierung | Wochen |
| ------------------------ | ----------------- | ------ |
| Deutschland (GfK)        | 3 (12 Wo.)        | 12     |
| Österreich (Ö3)          | 6 (13 Wo.)        | 13     |
| Schweiz (IFPI)           | 11 (9 Wo.)        | 9      |

| ChartsJahrescharts (2004) | Platzierung |
| ------------------------- | ----------- |
| Deutschland (GfK)         | 52          |